# نقطه گریز (فیلم ۲۰۱۲)
«نقطه گریز» (انگلیسی: Vanishing Point) فیلمی در ژانر مستند است.